# Chelonus falkovitshi
Chelonus falkovitshi är en stekelart som först beskrevs av Vladimir Ivanovich Tobias 2001.  Chelonus falkovitshi ingår i släktet Chelonus och familjen bracksteklar. Inga underarter finns listade i Catalogue of Life.